# Вулкан
Вижте пояснителната страница за други значения на Вулкан.
Вулканът е геоложка формация, цепнатина на повърхността на земната кора или на друга планета, която позволява изтичане на лава, вулканична пепел и газове от магмената камера под повърхността. Най-често на Земята вулканите се наблюдават в близост до границите на 17-те тектонски плочи. Изключение правят вулканите, които се наблюдават в така наречените „горещи точки“, например Хаваи.
Много древни вярвания приписват вулканичните изригвания на свръхестествени сили, като действията на богове или полубогове. За древните гърци например, „капризната“ мощност на вулканите може да се обясни само като действия на боговете. Немският астроном Йохан Кеплер вярва, че са отвори за сълзите на Земята. Една от ранните полунаучни идеи е предложена от йезуита Афанасий Кирхер (1602 – 1680), който става свидетел на изригванията на вулканите Етна и Стромболи. Той посещава кратера на Везувий и публикува своите виждания за Земята с централен огън свързан с много други, причинени от изгарянето на сяра, катран и въглища.
Изригванията на вулкани могат да създадат много опасности, не само в непосредствена близост до изригването. Една такава опасност е, че вулканичната пепел може да бъде заплаха за въздухоплавателните средства, по-специално тези с реактивни двигатели, където частици пепел могат да се разтопят от високата температура и след това да се прикрепят към лопатките на турбината като променят формата им и доведат до нарушаване на тяхното функциониране. Големите изригвания могат да повлияят на температурата, когато пепел и капчици сярна киселина закрият слънцето и охладят по-ниската атмосфера на Земята (или тропосферата). Те също така поглъщат топлината, излъчвана от земята, като по този начин затоплят горните слоеве на атмосферата (или стратосферата). В исторически план, така наречените вулканични зими причиняват катастрофален глад.
На Земята има около 1500 активни вулкана с около 60 изригвания средно на година. Подводните вулкани са много повече.
Вулканите могат да се класифицират по местонахождение, активност и форма.

## Етимология
Наименованието „вулкан“ (Volcano) произлиза от името на вулкана Волкано на Еолийските острови в Италия, който от своя страна е кръстен на Вулкан, богът на огъня в римската митология. Науката, занимаваща се с изследването на вулканите, се нарича вулканология.

## Видове вулкани по активност
Най-общо вулканите се характеризират като активни, спящи или загаснали.

### Активни вулкани
Учудващо е, че отсъства консенсус сред вулканолозите относно дефиницията на „активен“ вулкан. Животът на един вулкан може да варира от няколко месеца до няколко милиона години. Това прави до голяма степен безсмислена дефиницията „активен“ спрямо дължината на човешкия живот и дори спрямо живота на цивилизациите. Например, много от вулканите на Земята са изригвали поне веднъж през последните няколко хиляди години, но не показват никакви признаци на активност. Имайки предвид продължителността на живот на такива вулкани, те са активни, но спрямо продължителността на човешкия живот те са спящи. Положението се усложнява и от факта, че има вулкани, които се активизират, но не изригват.
Много учени считат един вулкан за активен, ако той изригва или показва знаци на нестабилност и по-сериозна активност като земетръсна активност и значително отделяне на нови газове. Много учени също считат вулкана за активен, ако той е изригвал в историческо време, т.е. времето, за което съществуват някакви писмени сведения. Важно е да се отбележи, че дължината на историческото време е различна за различните райони на света: в района на Средиземноморието има исторически източници от преди 3000 години, докато на Хаваите този период е само малко над 200 години.
Вулканичната активност често е съпровождана от земетресения, появата на горещи извори, гейзери и други форми на хидротермална активност.

### Спящи вулкани
Спящите вулкани са тези, които не са активни (както е дефинирано по-горе), но могат да се активизират или изригнат отново.

### Загаснали вулкани
Загаснали са тези вулкани, за които се счита, че е малко вероятно да изригнат отново. Дали един вулкан е наистина загаснал, е изключително трудно за определяне. Калдерите на вулканите имат продължителност на живот, която понякога достига милиони години. Често ако калдерата не е била източник на изригване през последните няколко десетки хиляди години, то е много по-вероятно тя да бъде счетена за спяща, отколкото за загаснала.

## Видове вулкани по форма
Представата за вулкан най-често се свързва с конична планина, изпускаща лава и отровни газове от кратер, намиращ се на върха ѝ. Това описание обаче обхваща само един вид вулкани, а характеристиките им като цяло са доста по-разнообразни. Структурата и поведението на вулканите зависят от множество фактори. Някои вулкани имат назъбени върхове, оформени като куполи от лава, други се вписват в пейзажа като масивни плата. Изходни отвори, които изпускат вулканичен материал (пепел и лава, както се нарича магмата, след като достигне земната повърхност) и газове (предимно пара и магмени газове) могат да бъдат открити навсякъде по вулканичното образувание.
Други типове вулкани са криовулканите (или ледени вулкани), които се срещат на някои от луните на Юпитер, Сатурн и Нептун, както и калните вулкани, които често не се свързват с магмената активност. Температурите на калните вулкани обикновено са значително по-ниски от тези на магмените, освен ако калният вулкан не е всъщност изход на магмен вулкан.

### Щитовидни вулкани
Щитовидните вулкани носят това име благодарение на разлятата си форма, големия си размер и нисък профил, наподобяващ щит на войн, който лежи на земята. Техните склонове не превишават осем градуса. Те са образувани изцяло от потоци течна лава с ниско вътрешно съпротивление, която може да се придвижи във всички посоки, на голямо разстояние от кратера. Този тип вулкани обикновено не експлодират катастрофално. Хавайската вулканична верига е серия от щитовидни конуси. Разпространени са и в Исландия.
В горната си част имат вулканичен кратер или калдера, който има вид на широка чиния със стръмни, често терасовидни стени. Формата на щитовидните вулкани е характерна за вулкани, които изригват базалтови сплави.

### Лавови куполи
Куполите от лава се изграждат чрез бавно изригване на гъста, лепкава, бавно бликаща лава с високо вътрешно съпротивление. Понякога те се образуват в кратера на предишно вулканично изригване, но също така по склоновете, далече от кратера. Подобно на стратовулканите, те могат да предизвикват яростни експлозивни изригвания, но тяхната лава не тече надалеч от първоначалното устие. Лавовите куполи се характеризират с голямо разнообразие от текстури, зависещи в най-голяма степен от състава на лавата, която формира куполите и е с висок вискозитет, тя може да съдържа много широка гама от скали – от базалт до риолит. Формата и размерите им варират значително, но обикновено са стръмни и дебели. Срещат се във вулканичните региони по целия свят.

### Пепелни конуси
Вулканичните конуси или куполите от пепел са резултат от изригвания, които бълват предимно малки парченца сгурия и пирокластика (и двете наподобяват пепел, от където идва и наименованието на типа вулкан), които се натрупват около кратера. Обикновено изригванията са кратки и създават конусообразни хълмове с височина между 30 и 400 m. Повечето пепелни конуси изригват само веднъж. Образуват се под формата на паразитни конуси на по-големите вулкани или самостоятелно. Парикутин в Мексико и Кратерът Сънсет в Аризона са примери за пепелни конуси. Каха дел Рио в Ню Мексико е вулканично поле с над 60 конуса. Наклонът на склоновете им е 30 – 40°.

### Стратовулкани
Стратовулканите са високи конични образувания, съставени от слоеве гъста, с висок вискозитет изстинала лава и други вулканични продукти, от където получават и своето име (от англ.: stratum – слой, пласт). Класически примери за стратовулкани са Фуджи в Япония, Везувий и Стромболи в Италия. В исторически план експлозивните изригвания, характерни за този тип вулкани, са представлявали значителна заплаха за човечеството. Характерно за формата им е стръмността на склоновете им. Причината е, че тъй като вулканът е висок, лавата обикновено изстива, преди да стигне до подножието му. По-стръмни са тези стратовулкани, чиято лава е богата на силиций, а тези, чиято лава е богата на магнезий и желязо, са с по-полегата форма и с по-широка основа.

### Супервулкани
Супервулкан е популярен термин за масивен вулкан, който обикновено има голяма калдера и потенциал да причини разрушения от огромен, понякога дори континентален мащаб. Подобни изригвания биха могли да причинят значително понижение на световните температури в продължение на много години, поради големия обем на сяра и пепел. Това е и най-опасният тип вулкан. Примерите включват Йелоустоунската калдера в Националния парк Йелоустоун и Байес Калдера в Ню Мексико (и двата в Западните Съединени щати), езерото Таупо в Нова Зеландия и езерото Тоба на остров Суматра, Индонезия. Супервулканите са трудни за разпознаване векове след последното си изригване, заради огромните площи, които обхващат.

## Видове вулкани по местонахождение

### Подводни вулкани
Подводните вулкани са често срещани образувания на морското дъно. По своите мащаби и обема на постъпващата от недрата на Земята магма те значително превишават вулканичната дейност на сушата. Изригванията на вулканите влияят върху формирането на релефа на океанското дъно, както и на състава на морската вода.
Някои от тези вулкани са активни и в плитки води присъствието им може да се забележи по изхвърлената пара и скални отломки високо над морската повърхност. Много други лежат на толкова голяма дълбочина, че огромното тегло на водата над тях предотвратява взривното освобождаване на пара и газове. Най-дълбоко разположените на океанското дъно подводни вулкани са открити от британска научна експедиция на дълбочина от около 5000 метра в Каймановата падина на Карибския басейн. Те могат да бъдат открити чрез хидрофони и обезцветяването на водата от вулканични газове. Дори и големите подводни изригвания обикновено не обезпокояват океанската повърхност.

### Подледникови вулкани
Подледниковите вулкани се образуват от изригвания под глетчери или под ледените шапки на Северния и Южния полюс. Горещата лава разтопява леда и създава езеро. Поради наличието на вода, изстиналите образувания приличат на тези при подводните вулкани. Ако след време ледът изчезне от този регион, вулканът има много характерна форма със стръмни склонове и с плосък връх. Този вид вулкани са характерни за Исландия и Антарктика, но могат да се открият и в Британска Колумбия, както и в областта Юкон в Канада. Изригването им може да доведе до наводнения поради топенето на огромни количества лед.
Много учени смятат, че вода в течно състояние съществува много километри под повърхността на Марс, но не е възможно да се разкрият тези дълбочини с марсоходите, които съществуват. От изучаването на снимките се водят заключения, че е възможно съществуването на подледникови вулкани, които биха могли да носят микроби на повърхността.

### Кални вулкани
Калните вулкани или още вряща кал представляват образувания, създадени от изхвърляни на повърхността геотермални течности и газове. Образуват се в райони с оскъдно наличие на вода. Водата се издига на повърхността на място, където почвата е богата на вулканична пепел, глина или други фини частици. Изхвърляните под действието на подземните газове частици кал се натрупват по периферията на образуванието като постепенно изграждат миниатюрна вулканична форма с височина до 2 – 3 метра.
Калните вулкани не са истински вулкани, защото не произвеждат лава. Те варират от 2 – 3 метра височина до 700 метра. Калните вулкани често са свързани с петролни залежи.

## Видове вулканични изригвания
Вулканичните изригвания се делят на няколко вида, според различните класификации, като едно изригване може да прояви едновременно няколко признака.

## Елементи на вулканичните изригвания
- Вулканична ерупционна колона
- Пирокластичен поток
- Пирокластична вълна
- Вулканична пепел
- Пемза
- Вулканични бомби
- Лахар

## Последици от изригване на вулкани
Има много различни видове вулканични изригвания и свързаните с тях явления и последствия: грундови изригвания, експлозивни изригвания на лава с високо съдържание на силиций (например риолит), изригвания на лава с ниско съдържание на силиций (например базалт), пирокластика, отломки и емисии на въглероден диоксид. Всички тези дейности могат да представляват опасност за човека. Земетресения, геотермални извори, кални вулкани и гейзери често съпътстват вулканична дейност.

### Вулканични газове
Концентрациите на различни вулканични газове варират значително от един вулкан до друг. Водната пара обикновено е най-разпространеният вулканичен газ, следвана от въглероден диоксид и серен диоксид. Други основни вулканични газове включват сероводород, хлороводород и флуороводород. Срещат се и незначителни количества от водород, въглероден оксид, халовъглероди, органични съединения и летливи метални хлориди.
Големи, експлозивни вулканични изригвания издигат водни пари, въглероден диоксид, серен диоксид, хлороводород, флуороводород и пепел (пулверизирани скали и пемза) в стратосферата на височина до 16 – 32 километра над земната повърхност. Най-значителните въздействия на тези изригвания са превръщането на серния диоксид в сярна киселина, която се кондензира бързо в стратосферата и образува фини сулфатни аерозоли, което води до промяна на климата. Предполага се, че вулканична зима се е случила преди 70 000 години след изригване в областта на езерото Тоба на остров Суматра в Индонезия. Според тази теория за катастрофата, които някои антрополози и археолози поддържат, тя има глобални последици, убива повечето хора тогава и засяга генетичното наследство на всички хора днес. През 1815 г. изригването на Тамбора създадава глобални аномалии в климата и стана известна като „Годината без лято“ заради ефекта върху Северна Америка и Европа. Земеделските култури не покълват и животните умират в по-голямата част от Северното полукълбо, в резултат на което настъпва един от най-тежките гладове по време на 19 век.

### Киселинен дъжд
Емисиите на газове от вулканите са естествен фактор за киселинните дъждове. Повечето от хлороводорода (HCl) и флуороводород (HF) е всъщност разтворени във вода капчици в облака след изригването и бързо падат на земята като киселинен дъжд, който може да има катастрофални последици върху живота на планетата – обезлистяване и умиране на гората, разрушаване на клетъчната структура, както и върху неживата материя – унищожаване на културни паметници, особено тези от варовик и мрамор.

### Вулканична пепел
Друга потенциална опасност е пепелта, изхвърлена във въздуха след изригването. Тя е препятствие за въздухоплаването предимно и може да създаде хаос във въздушния транспорт.

## Вулкани на други планети
Вулкани има не само на Земята, но и на други планети и техни спътници.
В Слънчевата система най-голяма вулканична активност има един от спътниците на Юпитер, Йо. Той е покрит с вулкани, които изхвърлят сред изригване сяра, серен диоксид и силикати. Дължината на шлейфа от вещества от изригванията на вулканите на Йо достига височина 330 km и радиус 700 km, а потоците лава имат дължина до 330 km (вулканите Амирани и Масуби). Той има най-горещата известна лава в Слънчевата система, чиято температура достига 1800 K (1500 °C). На някои спътници на планетата – Европа, (Енцелад и Тритон), в условията на ниски температури изригналата маса се състои не от разтопени скални маси, а от вода и леки елементи. Такъв тип изригване не се отнася към обичайния вулканизъм и даденото явление е получило името криовулканизъм.
Луната няма големи вулкани и няма никаква вулканична дейност, макар че изследвания показват, че тя все още може да има разтопено ядро.
Планетата Венера има повърхност с 90% базалт, което показва, че вулканичната дейност е изиграла съществена роля при формирането на тази повърхност. Потоци от лава са често срещано явление. Промените в атмосферата на планетата и наблюденията на мълнии са приписвани на продължаващите изригвания на вулкани, въпреки че няма потвърждение за това дали Венера все още е вулканично активна.
Съществуват няколко угаснали вулкана на Марс, четири от които са щитовидни и много по-големи от който и да е на Земята. Европейският спътник Марс Експрес намира доказателства за сравнително скорошна вулканична дейност на Марс. Най-голямата вулканична планина в Слънчевата система е марсианският вулкан Олимп, с височина 21,2 km.

## Изригвания

### 21 век
- 2014 г. 5 октомври – Синабунг, Индонезия
- 2014 г. 27 септември – Онтаке, Япония
- 2014 г. 22 април – Калбуко, Чили
- 2014 г. 13 февруари – Келуд, Индонезия
- 2013 г. 13 декември – Безименний, Русия
- 2011 г. 12 юни – Набро, Еритрея
- 2011 г. 5 юни – Пуйеуе, Чили
- 2011 г. 21 май – Гримсвотн, Исландия
- 2011 г. 3 януари – Етна, източното крайбрежие на Сицилия
- 2010 г. 26 октомври – Мерапи, Индонезия, остров Ява
- 2010 г., 21 март – вулкан близо до ледника Ейяфядлайьокюдъл, остров Исландия

### 20 век
- 2000 г. декември, Мексико, Попокатепетъл
- 2000 г. 14 март, Русия, Камчатка, Безименний
- 1997 г. 30 юни, Мексико, Попокатепетъл
- 1991 г. 10 – 15 юни, Филипини, остров Лусон, Пинатубо[15]
- 1985 г. 14 – 16 ноември, Колумбия, Невадо дел Руис
- 1982 г. 29 март, Мексико, Ел Чичон
- 1980 г. 18 май, САЩ, щат Вашингтон, Сейнт Хелънс
- 1956 г. 30 март, СССР, Полуостров Камчатка, Безименний
- 1951 г. 21 януари, Нова Гвинея, Ламингтон
- 1944 г. юни, Мексико, Парикутин
- 1944 г. март, Италия, Везувий
- 1931 г. 13 – 28 декември, Индонезия, остров Ява, Мерапи
- 1911 г. 30 януари – Филипини, Таал
- 1902 г., 24 октомври – Гватемала, Санта Мария
- 1902 г., 8 май – остров Мартиника, Мон Пеле[16]

## Любопитни факти
- През 1963 г., в резултат на изригването на подводен вулкан южно от Исландия се образува остров Сюртсей.
- Изригването на вулкана Кракатау в Индонезия през 1883 г. предизвиква най-силната звукова вълна, регистрирана в историята; звукът е чут на разстояние над 4800 km от вулкана. Атмосферните ударни вълни обикалят Земята седем пъти и са регистрирани в течение на 5 дни. Изригването на вулкана през 1927 г. образува нов вулканичен остров, известен под името Анак Кракатау (Детето на Кракатау).
- Вулканът Килауеа, разположен на Хавайския архипелаг е най-активния вулкан в днешно време. Последното му продължително изригване започва през 1983 г. и продължава. Потоците лава са навлезли в океана на 11 – 12 km.
- В Тайбей (Тайван) е открит действащ вулкан. По-рано се е смятало, че последната му активност е била отпреди над 200 хил. години, но се е изяснило, че тя е била само преди 5000 години.[17]

## Географско разпространение на вулканите
Вулканизмът по земната повърхност е разпространен подобно на земетресенията главно в младонагънатите планински пояси. Срещат се вулканични форми от по-стар вулканизъм обаче и в области с по-стара геоложка структура. Мъчно се различават действащи от угаснали вулкани, защото след дълъг период на затишие някои вулкани възобновяват своята дейност. За условна граница се приема срок от 100 години. При това условие, въз основа на проучванията на немския геолог Карл Запер (1866 – 1945), съвременните действащи вулкани са 450 на брой, а угасналите са много повече. От всичките 450 вулкана 97 се намират в Атлантико-Индийския пояс, а останалите 353 – в Тихоокеанския пояс.
Най-известни вулканични области са тези в Алпо-Хималайската, Източноазиатската и Кордилеро-Андийската планински системи. Отделни вулкани са разположени и в островите на Тихия, Атлантическия и Индийския океан. В Африка са налице вулкани, които се издигат във вътрешността на континента. Те са свързани с наличието на земна дислокация. Такива са вулканите Кирунга на запад от езерото Виктория, Телеки на юг от езерото Туркана. Подобен произход има вулканът Еребус в Антарктида и вулканите Обручев и Мушкетов във Витимското плато.
В Тихоокеанския вулканичен пръстен силно проявен вулканизъм има на следните места: на север Алеутските острови, в които изпъкват както надводни, така и подводни ерупции. На запад е разположен Азиатския вулканичен пояс със 105 действащи вулкана. Той започва от полуостров Камчатка, на който са известни около 130 вулканични огнища на угаснали и действащи вулкани. На юг следват Курилската, Японската, Филипинската вулканична област и Марианската дъга от вулканични острови. На изток от Тихия океан е разположен Американският пояс със 141 действащи вулкана. Той започва от полуостров Аляска и продължава по западните и крайбрежните Кордилери до Мексиканската планинска земя, известна с гигантските вулканични конуси на Орисаба, Попокатепетъл и съвременния вулкан Парикутин. В Средна Америка вулканичната дейност е особено силна. Понеже по тия места се срещат двете вулканични ивици – тихоокеанска и средиземноморска. Известни са силните изригвания на вулкани в Гватемала, Салвадор, Никарагуа, както и в групата на Малките Антили – Мартиника, Гваделупа, Доминика. В Южна Америка вулканичните прояви са съсредоточени във веригите на Андите, от Колумбия на север до Патагония на юг. Тук се издигат най-високите вулканични конуси на земното кълбо: Чимборасо, Котопахи, Сахама, Люляйляко. На юг вулканичният пояс преминава в Антарктическия архипелаг и Антарктида. Голяма е дейността на вулканизма в Тихоокеанските острови: Нова Гвинея, Нова Зеландия и др.
В Средиземноморския вулканичен пояс се включват Малките Антили, Азорските, Канарските острови и групата вулкани в Средиземно море: Везувий, Стромболи, Етна, Санторини, общо 11 действащи вулкана. У нас отчасти е запазен кратерът на угасналия вулкан Кожух в Петричко. В Мала Азия е известен вулканът Ерджас, в Иран – Демавенд и отвъд Хималаите – редица вулкани в Малайския архипелаг, общо 49 на брой.

## Най-високи вулкани
| Име              | Местоположение      | Височина, m | Регион                      |
| ---------------- | ------------------- | ----------- | --------------------------- |
| Охос дел Саладо  | Чилийски Анди       | 6893        | Южна Америка                |
| Люляйляко        | Чилийски Анди       | 6725        | Южна Америка                |
| Сан Педро        | Централни Анди      | 6159        | Южна Америка                |
| Котопакси        | Екваториални Анди   | 5897        | Южна Америка                |
| Килиманджаро     | Плато Масаи         | 5895        | Африка                      |
| Мисти            | Централни Анди      | 5821        | Южна Америка                |
| Орисаба          | Мексиканско плато   | 5700        | Северна и Централна Америка |
| Елбрус           | Северен Кавказ      | 5642        | Европа                      |
| Попокатепетъл    | Мексиканско плато   | 5455        | Северна и Централна Америка |
| Сангай           | Екваториални Анди   | 5230        | Южна Америка                |
| Толима           | Северозападни Анди  | 5215        | Южна Америка                |
| Ключевская Сопка | П-ов Камчатка       | 4850        | Азия                        |
| Маунт Рейниър    | Кордилиери          | 4392        | Северна и Централна Америка |
| Тахумулко        | Централна Америка   | 4220        | Северна и Централна Америка |
| Мауна Лоа        | Хавайски о-ви       | 4169        | Австралия и Океания         |
| Камерун          | Масив Камерун       | 4100        | Африка                      |
| Ерджиес          | Анатолийско плато   | 3916        | Азия                        |
| Керинчи          | о. Суматра          | 3805        | Азия                        |
| Еребус           | о. Рос              | 3794        | Антарктида                  |
| Фуджи            | о. Хоншу            | 3776        | Азия                        |
| Тейде            | Канарски о-ви       | 3718        | Африка                      |
| Семеру           | о. Ява              | 3676        | Азия                        |
| Ичинская сопка   | П-ов Камчатка       | 3621        | Азия                        |
| Кроноцкая сопка  | П-ов Камчатка       | 3528        | Азия                        |
| Корякская сопка  | П-ов Камчатка       | 3456        | Азия                        |
| Ирасу            | Централни Кордилери | 3431        | Централна Америка           |
| Етна             | о. Сицилия          | 3340        | Европа                      |
| Шивелуч          | п-ов Камчатка       | 3283        | Азия                        |
| Ласен            | Кордилиери          | 3187        | Северна и Централна Америка |
| Ляйма            | Южни Анди           | 3060        | Южна Америка                |
| Апо              | о. Минданао         | 2954        | Азия                        |
| Руапеху          | Нова Зеландия       | 2796        | Австралия и Океания         |
| Пектусан         | Корейски полуостров | 2750        | Азия                        |
| Авачинская сопка | П-ов Камчатка       | 2741        | Азия                        |
| Алаид            | Курилски о-ви       | 2339        | Азия                        |
| Катмай           | П-ов Аляска         | 2047        | Северна и Централна Америка |
| Тятя             | Курилски о-ви       | 1819        | Азия                        |
| Хекла            | о. Исландия         | 1491        | Европа                      |
| Мон Пеле         | о. Мартиника        | 1397        | Северна и Централна Америка |
| Везувий          | Апеннински п-ов     | 1277        | Европа                      |
| Стромболи        | Липарски острови    | 926         | Европа                      |
| Кракатау         | Зондски пролив      | 813         | Азия                        |